# Риттер, Карл (режиссёр)
Карл Риттер (нем. Karl Ritter, 7 ноября 1888, Вюрцбург — 7 апреля 1977, Буэнос-Айрес) — немецкий кинорежиссёр, продюсер.

## Биография
Родился 7 ноября 1888 в Вюрцбурге. Его мать была оперной певицей, а отец был профессором консерватории. После окончания гимназии поступил на службу в баварскую армию. Во время Первой мировой войны перешёл в люфтваффе и дослужился до майора. После войны учился на архитектора в Мюнхене, а затем увлекся живописью и графикой. Поражённый послевоенным состоянием Германии, а также под влиянием семьи своей жены, дальней родственницы Рихарда Вагнера, увлекся идеями национал-социализма и в середине 1920-х годов вступил в НСДАП.
В 1925 году работал художником рекламы на студии «Зюдфильм АГ» в Берлине. Вскоре ему поручили руководить производством различных фильмов, и он начал писать сценарии. В 1932 году стал начальником производства студии «Рейхслига», для которой в том же году снял короткометражный фильм с участием Карла Валентина.
В 1933 году перешёл на студию УФА и стал продюсером фильма «Юный гитлеровец Квекс», который одним из первых открыто пропагандировал национал-социализм. Риттер выбрал режиссёром Ханса Штайнхофа, который наряду с самим Риттером и Харланом впоследствии стал одним из самых именитых режиссёров Третьего рейха. В 1936 году с комедией «Женский полк» началась карьера Риттера в качестве режиссёра.
В соответствии с распоряжением Геббельса о включении актёров и режиссёров в состав дирекции производственных кинофирм для повышения качества немецких фильмов в 1937 году Риттер получил назначение в наблюдательный совет УФА. В 1939 году по случаю 50-летия со дня рождения Гитлера ему было присвоено звание профессора. В последующие годы он стал одним из успешных и старательных режиссёров «латентных пропагандистских фильмов», таких как «Предатели» (1936), «Патриоты» (1937), «Пур ле мерит» (1938), «Легион „Кондор“» и «Кадеты» (1939) и «ГПУ» (1942). Наряду с ними он снял также лёгкие музыкальные комедии, такие как «Каприччио» (1938) и «Торжественный бал» (1940). Последними проектами нацистского периода, в которых участвовал Риттер, были незавершённые фильмы «Жизнь продолжается» Вольфганга Либенайнера и «Товарищ Хедвиг» Герхарда Лампрехта.
В конце войны был призван в люфтваффе, попал в советский плен, но смог бежать в Баварию. В ходе денацификации был классифицирован в качестве «попутчика», и поэтому во французской оккупационной зоне ему отказали в лицензии на съёмки. В мае 1949 года вместе с семьёй уехал в Аргентину, где с помощью Винифред Вагнер ему удалось учредить фирму по производству фильмов. В 1951 году для «Эос-Фильм» в Мендосе с участием немцев, в том числе своих сыновей Готтфрида, Хайнца Ханса, он снял фильм «Рай», который провалился в прокате.
В силу изменившейся политической ситуации в июне 1953 года Риттер вернулся в Федеративную республику. Сняв несколько фильмов, в 1955 году он учредил собственную фирму и заявил о намерении экранизировать «Ящик Пандоры» Франка Ведекинда. Однако ему не удалось реализовать этот проект. В результате Риттер вернулся в Аргентину, где он скончался 7 апреля 1977 года.